# Phyllocladus
Phyllocladus ist eine Pflanzengattung in der Familie der Steineibengewächse (Podocarpaceae) innerhalb der Nadelholzgewächse (Coniferales). Sie werden auch Blatteiben genannt. Die etwa fünf Arten kommen in Neuseeland, auf Tasmanien, Neuguinea, Borneo, Sulawesi, den Molukken und den Philippinen vor.

## Beschreibung

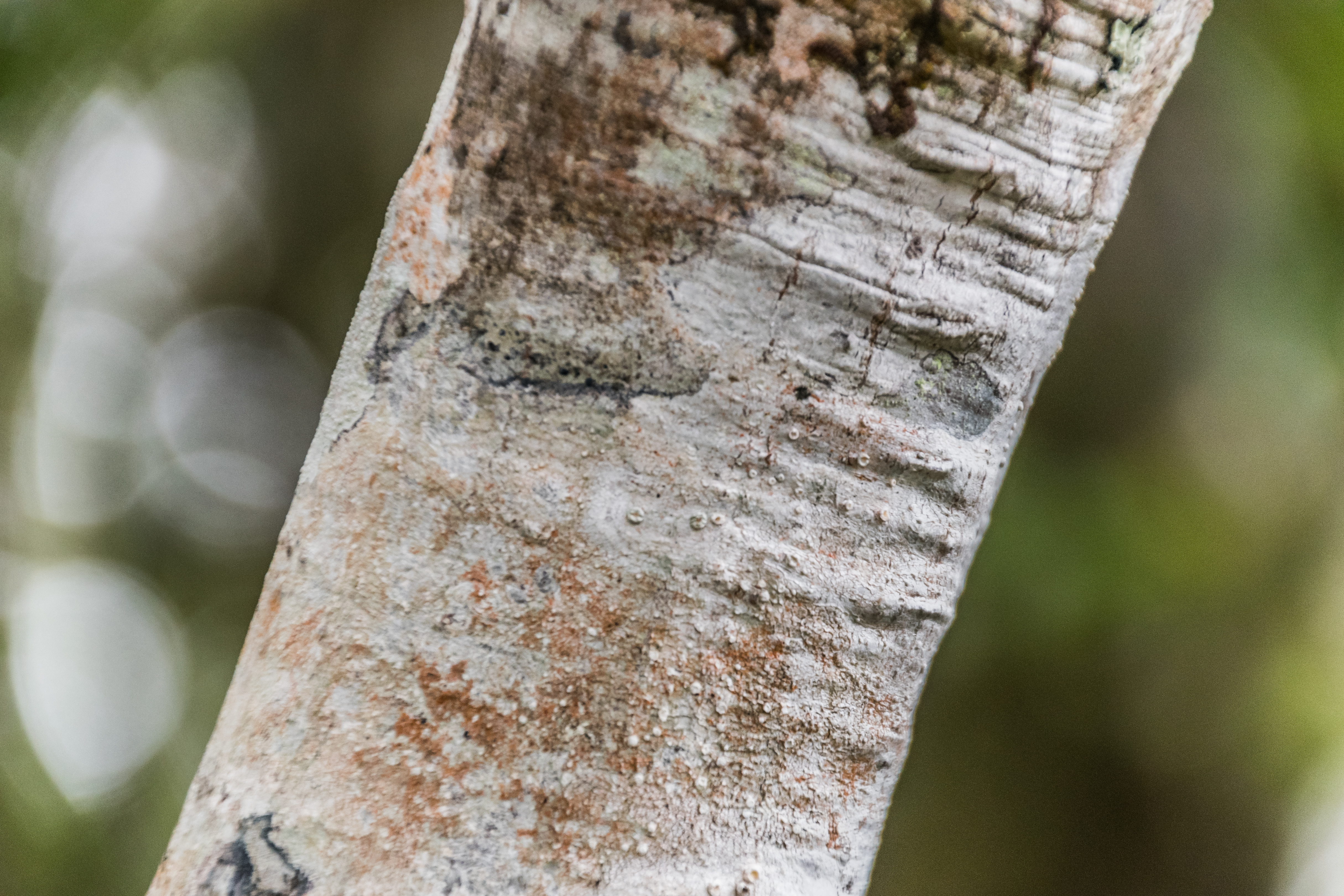
Stamm mit Borke der Gebirgs-Blatteibe (Phyllocladus alpinus)

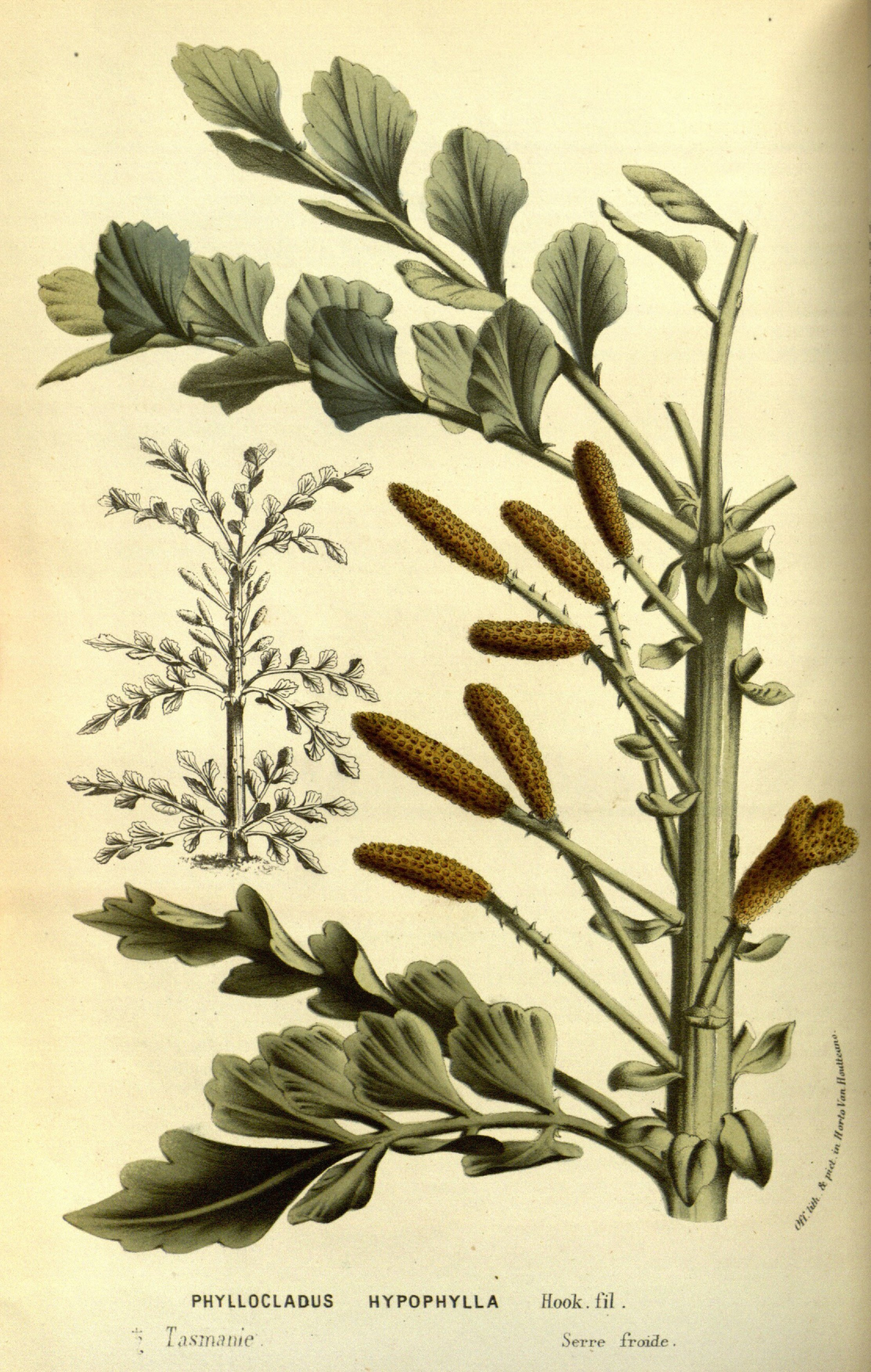
Illustration aus Flore des serres, Volume 13, 1858 von Phyllocladus hypophyllus

### Vegetative Merkmale
Phyllocladus-Arten handelt sich um Bäume, mit Wuchshöhen von bis zu 30 Metern. Die glatte Borke ist dunkelbraun bis schwarz, sie löst sich in großen dünnen Stücken ab. Phyllocladus-Arten weichen zu anderen Gattungen der Podocarpaceae hauptsächlich in den Photosyntheseorganen ab, sie haben Phyllokladien, das sind flache grüne Zweige, die wie Blätter aussehen und die Photosynthese übernehmen, denn die eigentlichen Blätter sind zu kleinen Schuppen reduziert.

### Generative Merkmale
Phyllocladus-Arten sind oft einhäusig getrenntgeschlechtig (monözisch), aber auch (diözische) Populationen gibt es. Im Gegensatz zu vielen Podocarpaceae sitzen die dunkelbraunen bis schwarzen Samen zu zwei bis 20 (meist zwei bis drei) in Zapfen.

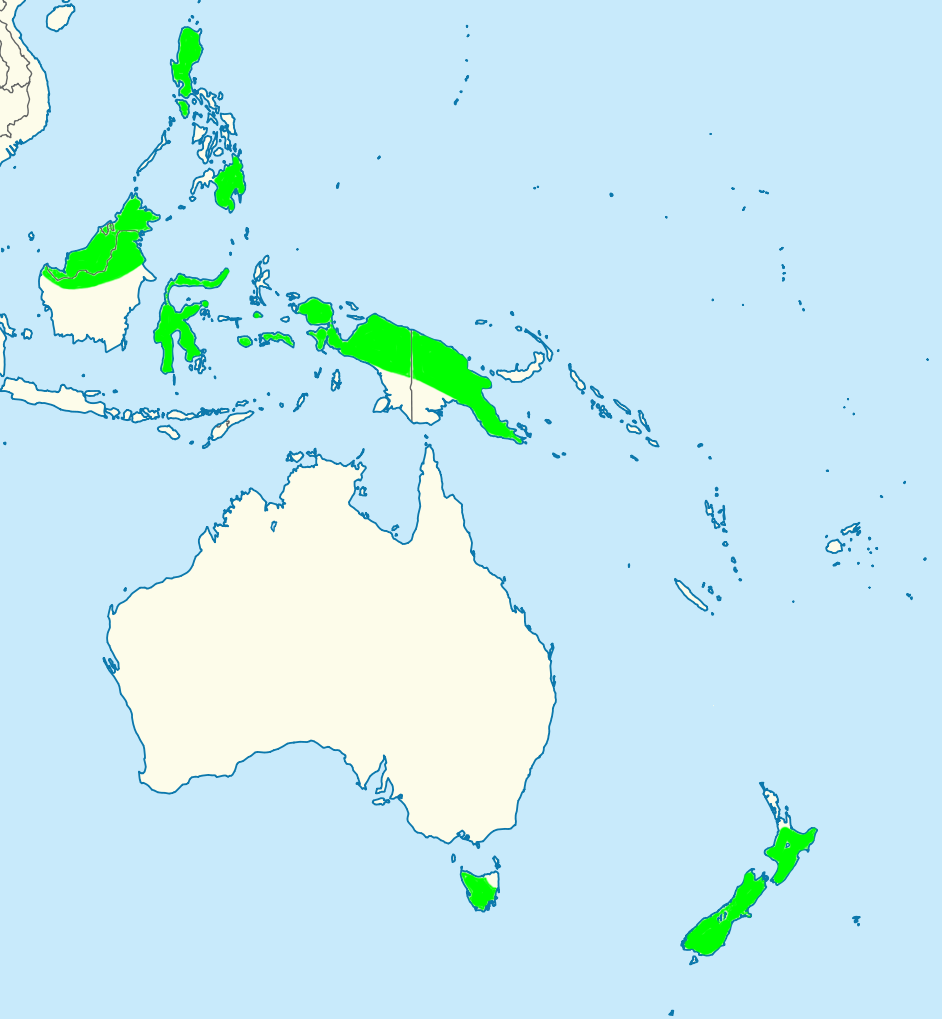
Verbreitungsgebiet der Gattung Phyllocladus

## Standorte
Die Phyllocladus-Arten gedeihen hauptsächlich in tropischen, feuchten und gemäßigten Hochlandregenwäldern oder Nebelwäldern.
Dazu zählen unter anderem
- Neuseeland mit Phyllocladus trichomanoides[2]
- Borneo mit Phyllocladus hypophyllus
- Tasmanien mit Phyllocladus aspleniifolius (Syn.: Phyllocladus rhomboidalis)[3]

## Systematik und Verbreitung
Die Gattung Phyllocladus wurde 1825 durch Louis Claude Marie Richard in Charles François Brisseau de Mirbel: Mémoires du Muséum d'Histoire Naturelle, Band 13, Seite 48 aufgestellt. Typusart ist Phyllocladus billardierei Rich. ex Mirb.; sie ist ein Synonym von Phyllocladus aspleniifolius (Labill.) Hook. f. Synonyme für Phyllocladus Rich. ex Mirb. nom. cons. sind: Brownetera Rich. ex Tratt., Podocarpus Labill. non L'Hér. ex Pers., Thalamia Spreng.
Die Gattung Phyllocladus wurde früher in eine eigene Familie Phyllocladaceae gestellt. Die Familie Phyllocladaceae wurde 1907 durch Charles Edwin Bessey aufgestellt. David John de Laubenfels hat die Gattung Phyllocladus 1989 in die Familie Podocarpaceae eingeordnet.
Die Phyllocladus-Arten haben ihre Areale in Neuseeland, auf Tasmanien, Neuguinea, Borneo, Sulawesi, den Molukken und den Philippinen.

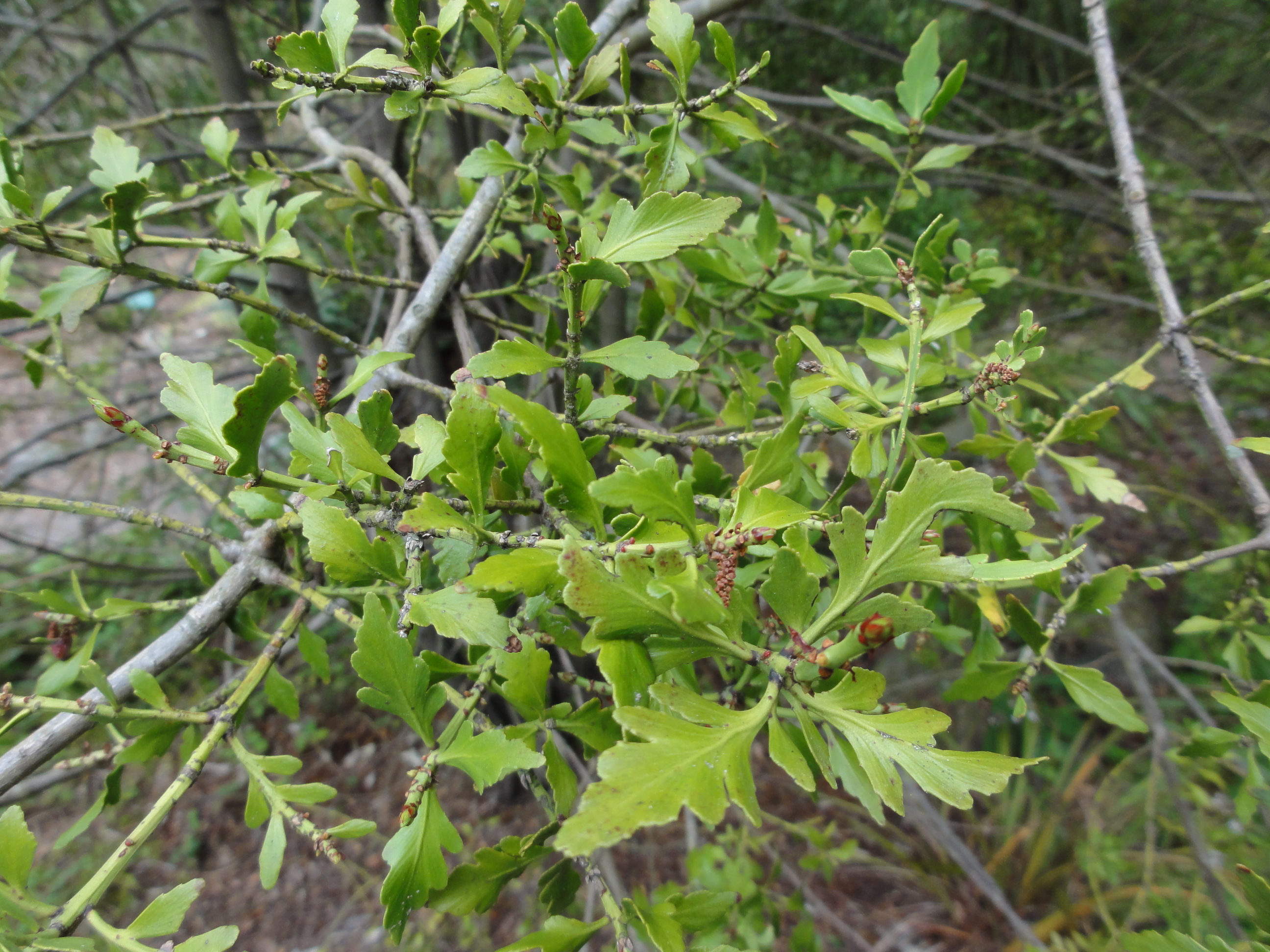
Gebirgs-Blatteibe (Phyllocladus alpinus)

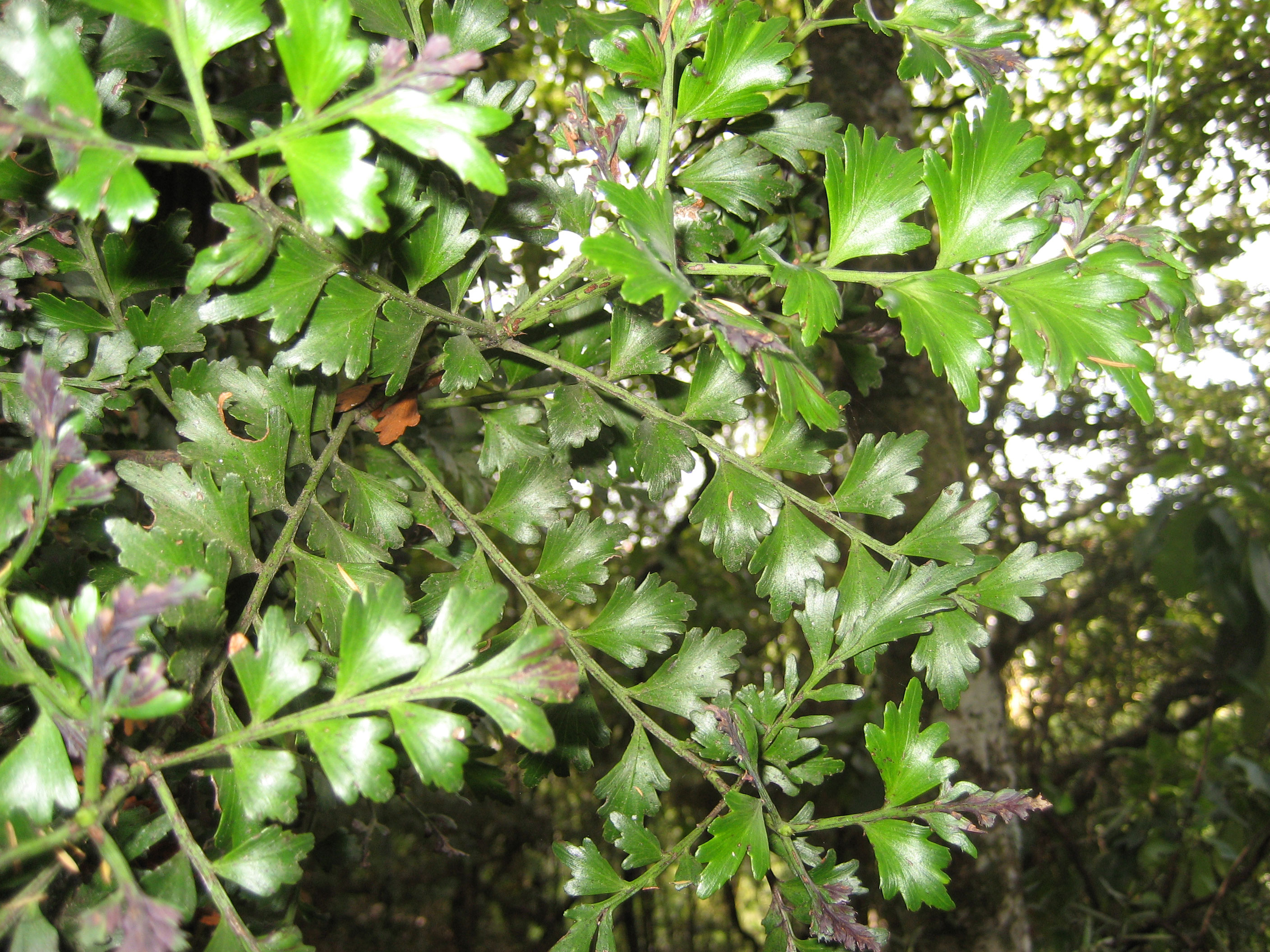
Frauenhaar-Blatteibe (Phyllocladus trichomanoides)

In der Gattung der Phyllocladus gibt es etwa fünf Arten:
- Gebirgs-Blatteibe[6] (Phyllocladus alpinus Hook. f., Syn.: Phyllocladus aspleniifolius var. alpinus (Hook. f.) H. Keng, Phyllocladus trichomanoides var. alpinus (Hook. f.) Parl.: Sie kommt auf der Nord- und Südinsel von Neuseeland vor.[5]
- Tasmanische Blatteibe[6] (Phyllocladus aspleniifolius (Labill.) Hook. f., Podocarpus aspleniifolius Labill., Thalamia aspleniifolia (Labill.) Spreng., Brownetera aspleniifolia (Labill.) Tratt., Phyllocladus billardieri Rich. ex Mirb., Phyllocladus rhomboidalis Rich.[7], Phyllocladus trichomanoides var. glaucus (Carr.) Parl., Phyllocladus serratifolius Nois. ex Henkel & Hochst.): Dieser Endemit gedeiht im gemäßigten Regenwald in Höhenlagen von 0 bis 1200 Metern nur auf Tasmanien.[5]
- Phyllocladus hypophyllus Hook. f. (Syn.: Phyllocladus hypophyllus var. protracta Warburg, Phyllocladus protractus (Warburg) Pilger, Phyllocladus major Pilger): Sie kommt von den Philippinen über Sulawesi und die Molukken bis Neuguinea und Borneo vor.[5]
- Phyllocladus toatoa Molloy (Syn.: Phyllocladus glaucus Kirk non Carr.): Dieser Endemit gedeiht in Höhenlagen von 850 bis 1000 Metern nur im nordwestlichen Teil der Nordinsel Neuseelands.[5]
- Frauenhaar-Blatteibe[6] (Phyllocladus trichomanoides D.Don; Syn.: Podocarpus trichomanoides (D.Don) Kuntze): Sie kommt auf Neuseeland vom nördlichen Kap auf der Nordinsel bis zum nordwestlichen Teil der Südinsel (nördliches Marlborough sowie Nelson) vor.[5]

## Historische Literatur
- C. J. Quinn: The Phyllocladaceae Keng: a critique. In: Taxon. Volume 36, 1987, S. 559–565.
- Martin Schwarzbach: Eiszeitalter und Gegenwart - Paläoklimatologische Eindrücke aus Neuseeland. Band 16. Öhringen, Baden-Württemberg 31. Dezember 1965, S. 231 (eg-quaternary-sci-j.net [PDF]).
- Karl Schwippel: Verbreitung der Pflanzen und Thiere. Hrsg.: A. Pichlers Witwe & Sohn. Wien 1900, S. 60 (zobodat.at [PDF]).
- Dr. Carl Freiherr von Tubeuf: Die Nadelhölzer, Einführung in die Nadelholzkunde. Verlag von Eugen Ulmer, Stuttgart 1897, S. 152–153.